# كانتلوبو ليغوري
كانتلوبو ليغوري (بالإيطالية: Cantalupo Ligure)‏ هي بلدية في مقاطعة ألساندريا في إقليم بييمونتي في إيطاليا.

## السكان
في سنة 1861 بلغ عدد السكان 1٬370 نسمة، وتطور العدد ليصل في سنة 2011 لـ 549 نسمة.
يظهر هذا المخطط البياني تطور النمو السكاني لـ كانتلوبو ليغوري